# Deregulacja
Deregulacja (łac.) – zmniejszenie oddziaływania państwa na rynek. Proces usuwania lub zmniejszania liczby regulacji prawnych lub quasi prawnych ograniczających konkurencję, stwarzających bariery wejścia na rynek, dotyczących prowadzenia działalności gospodarczej lub ustalania cen.
Jednym z najbardziej znanych przykładów jest deregulacja pasażerskiego transportu lotniczego. Doprowadziła do wejścia na rynek tanich linii lotniczych, wzrostu konkurencji na najbardziej uczęszczanych trasach, większej częstotliwości i różnorodności oferowanych usług, wzrostu efektywności linii lotniczych, obniżki cen, ale również obniżenia jakości niektórych usług.